# Gestación
En zoología, la gestación, preñez o embarazo es la forma de crecimiento fetal en la que un animal vivíparo hembra lleva y sustenta a una cría embrionaria o fetal dentro de su vientre hasta el momento del nacimiento. Entre los mamíferos, hay diversas gestaciones múltiples en las que nace más de una cría cada término de gestación. La duración —denominada período gestacional— es el tiempo que dura la cría en el desarrollo intrauterino y varía entre las diferentes especies.

## Duración de la gestación por especie
En otras especies mamíferas, la gestación comienza cuando el cigoto fecundado se implanta en el útero materno y concluye cuando este abandona el útero. El período gestacional de los mamíferos varía, dependiendo de la especie:
| Animal    | Período gestacional promedio (días) |
| --------- | ----------------------------------- |
| Ratones   | 18                                  |
| Ratas     | 22                                  |
| Canguros  | 30-40                               |
| Conejos   | 33                                  |
| Perros    | 58-62                               |
| Leones    | 108                                 |
| Cerdos    | 115                                 |
| Vacunos   | 283                                 |
| Caballos  | 336                                 |
| Ballenas  | 360-390                             |
| Okapis    | 435-445                             |
| Elefantes | 600-660                             |

## Ser humano
Gestación o embarazo: período de 9 meses lunares en el que tiene lugar el desarrollo del embrión o feto hasta su formación completa y durante el cual tiene lugar la formación y el desarrollo de todos los órganos. 
El embarazo humano puede ser dividido en tres trimestres. El tercer periodo comienza aproximadamente a las 28 semanas después de la fecundación. Se considera viable un feto humano cuando han transcurrido 23 semanas de gestación. Antes de esta edad gestacional, los eventos principales del desarrollo embrionario aún no permiten la supervivencia del feto fuera del vientre materno. Este límite es a menudo arbitrario por razón de que ciertos niños nacidos antes de este punto han sobrevivido, aunque con considerable soporte médico.